# A medio vivir
 (février 2017).
Si vous disposez d'ouvrages ou d'articles de référence ou si vous connaissez des sites web de qualité traitant du thème abordé ici, merci de compléter l'article en donnant les références utiles à sa vérifiabilité et en les liant à la section « Notes et références ».
Albums de Ricky Martin
Me amarás
(1993) Vuelve
(1998)
Singles
1. Te extraño, te olvido, te amo
Sortie : 5 juin 1995
2. María
Sortie : 21 août 1995
3. A medio vivir
Sortie : 27 novembre 1995
4. Fuego de noche, nieve de día
Sortie : 18 mars 1996
5. ¿Cómo decirte adiós?
Sortie : 6 mai 1996
6. Bombón de azúcar
Sortie : 5 août 1996
7. Volverás
Sortie : 18 novembre 1996
8. Nada es imposible
Sortie : 3 mars 1997
9. ¿Dónde estarás?
Sortie : 5 mai 1997
10. Corazón
Sortie : 7 juillet 1997

A medio vivir est le troisième album studio du chanteur portoricain Ricky Martin, sorti chez Sony Music le 12 septembre 1995.
Cet album s'est vendu à plus de sept millions d'exemplaires[réf. nécessaire].

Le single María est devenu numéro un aux États-Unis[réf. nécessaire].

L'album est certifié disque d'or par la Recording Industry Association of America. Il est disque de platine en France avec trois-cent mille ventes [réf. nécessaire].

## Liste des titres
| 1.    | Fuego de noche, nieve de día  | Ian Blake, K. C. Porter, Luis Gómez Escolar                 | 5:38 |
| 2.    | A medio vivir                 | Franco De Vita                                              | 4:43 |
| 3.    | María                         | Blake, Porter, Escolar                                      | 4:26 |
| 4.    | Te extraño, te olvido, te amo | Carlos Lara                                                 | 4:42 |
| 5.    | ¿ Donde estarás ?             | Cristóbal Sánsano, Mónica Naranjo                           | 3:52 |
| 6.    | Volverás                      | Blake, Porter, Escolar, Ricky Martin                        | 4:53 |
| 7.    | Revolución                    | Blake, Porter, Escolar                                      | 3:51 |
| 8.    | Somos la semilla              | Blake, Porter, Manolo Tena                                  | 3:57 |
| 9.    | ¿ Como decirte adiós ?        | Marco Flores                                                | 3:01 |
| 10.   | Bombón de azúcar              | Carlos Rolón, Mark Kilpatrick, Gustavo Laureano, John Engel | 5:00 |
| 11.   | Corazón                       | Porter, Luis Ángel                                          | 4:22 |
| 12.   | Nada es imposible             | Alejandro Sanz                                              | 4:19 |
| 52:41 |                               |                                                             |      |

### Titres bonus
| 13. | María (Spanglish Radio Edit) | Blake, Porter, Escolar | Porter, Blake, Pablo Flores, Javier Garza | 4:31 |

| 13. | María (Radio Edit) | Blake, Porter, Escolar | Porter, Blake, Pablo Flores, Javier Garza | 4:31 |

| 13. | María (Spanglish Radio Edit)            | Blake, Porter, Escolar | Porter, Blake, Flores, Garza | 4:31 |
| 14. | Corazón (JS16 Radio Remix)              | Porter, Angel          | Porter, Blake, JS16          | 4:06 |
| 15. | ¿ Donde estarás ? (Moon Mix Radio Edit) | Sansano, Naranjo       | Porter, Blake, Flores, Garza | 4:47 |

| 13. | María (Radio Edit)                                          | Blake, Porter, Escolar | 4:38 |
| 14. | María (María)                                               | Blake, Porter, Escolar | 4:23 |
| 15. | Te Quero, Te Esqueço Te Amo (Te Extraño, Te Olvido, Te Amo) | Lara                   | 4:39 |
| 16. | María (Versão Salsa & Merengue)                             | Blake, Porter, Escolar | 4:23 |